# Françoise Kubler
Françoise Kubler   (1958) és una soprano operística francesa que s'ha distingit tant com a intèrpret de New Music com en el camp de la improvisació lliure.

## Carrera
Kubler, que va estudiar al Conservatori d'Estrasburg i després va conèixer Cathy Berberian i Dorothy Dorow, va fundar el conjunt Accroche Note el 1981 amb Armand Angster, una formació dedicada principalment a la improvisació. El seu repertori com a cantant clàssica va des de Franz Schubert fins al modernisme clàssic i el repertori contemporani. Ha treballat amb compositors com John Cage, Franco Donatoni, Iannis Xenakis, Robert Crumb i György Ligeti i orquestres de renom com lEnsemble InterContemporain o lIctus Ensemble, també dirigits per Pierre Boulez, David Robertson i Peter Eötvös.
Kubler ha estrenat nombroses composicions vocals, algunes de les quals també estan disponibles en la seva interpretació en discos, per exemple per Ivo Malec, Marc Monnet, Georges Aperghis, James Dillon, Annette Schlünz i Luca Francesconi. També va treballar amb improvisadors com Jean-Pierre Drouet i Hélène Breschand. Imparteix classes al Conservatori d'Estrasburg.

## Discografia seleccionada
- Accroche Note En Concert (ANJ 1984, amb Armand Angster, Barre Phillips, Jean-Michel Collet)
- Accroche Note Live in Berlin (FMP 1997, amb Armand Angster)
- Drouet • Sclavis • Kubler A l'Improviste (Signature 2003)